# Amadeu Vidal i Bonafont
Amadeu Vidal i Bonafont (Barcelona, 26 de març de 1973) és un poeta català.

## Trajectòria
Amadeu Vidal i Bonafont va cursar els estudis primaris i secundaris a l'Escola Mireia, a l'Orlandai i a l'Institut Joan Boscà. Pel que fa als estudis superiors, es llicencià en enginyeria forestal a la Universitat de Lleida i treballà vint anys en la restauració de boscos cremats de la Catalunya central. És pare de tres fills.
Poèticament, va debutar amb Pou de tardor (Premi Amadeu Oller 1991 i Premi Anna Dodas 1993). D'aleshores ençà ha publicat Nits d'encens, Cor de metall, Invisibles, Forestlàndia, Les hores salvades, 120 Dracmes, Sauló, Crònica des de la banyera, A la llum de les ombres, Estevanac, Projeccions, Juny i Emboscada.
Alguns dels seus llibres han estat prologats per Vicenç Llorca, Maria Mercè Marçal, Màrius Sampere, Francesc Parcerisas, Jordi Julià, Antoni Xumet, Jordi Pàmias, Jana Balacciu Matei i Cèlia Sànchez-Mústich. Poemes seus han estat musicats per Celdoni Fonoll (Aigua secreta, 1992), Dídac Rocher i Roger Mas (Parnàs, 2018).

## Obra poètica
Les obres publicades de forma individual són:
- Pou de tardor. Barcelona: La Magrana, 1991
- Nits d'encens. Barcelona: Columna, 1992
- Cor de metall. Palma: Sa Nostra, 1995
- Invisibles. Barcelona: Edicions 62, 1996
- Forestlàndia. Palma: Sa Nostra, 1999
- Les hores salvades. Barcelona: Proa, 2001
- 120 Dracmes Palma: Fundació Sa Nostra, 2006
- Sauló. Lleida: Pagès, 2006
- Crònica des de la banyera.[7] Palma: Moll, 2007
- A la llum de les ombres. Pollença: Edicions del Salobre, 2007
- Estevanac. Barcelona: Meteora, 2008
- Projeccions. Lleida: Pagès, 2010
- Juny. Lleida: Pagès, 2012[8][9]
- Emboscada. Lleida: Pagès, 2019[6]

Les obres publicades de forma col·lectiva són:
- “Sóc boig” dins Plou i fa sol. Reus: Òmnium Cultural Baix Camp ; Tarragona: El Mèdol, 1993
- “Rastres” dins Monografies del Montseny, núm. 16, juny 2001

Antologies:
- 21 poetes del XXI: una antologia dels joves poetes catalans / a cura d'Ernest Farrés. Barcelona: Proa, 2001
- Tenebra blanca: antologia del poema en prosa en la literatura catalana contemporània / a cura de Sam Abrams. Barcelona: Proa, 2001

## Premis i reconeixements

### Premis
Amadeu Vidal i Bonafont ha obtingut premis literaris d'arreu del territori de parla catalana, especialment Catalunya, Andorra i Mallorca. Alguns dels guardons són:
- 1989: Centenari del Campanar de Calaf
- 1990: 9è Certamen literari infantil i juvenil "Sant Jordi" en homenatge a Xavier Benguerel (Barcelona)
- 1991: Premi a les Festes Decennals de la Candela (Valls)
- 1991: 10è Certamen Literari Infantil i Juvenil Sant Jordi (Barcelona)
- 1991: Premi de Poesia Amadeu Oller per a Poetes Inèdits (Barcelona) per “Pou de tardor”
- 1992: 11è Certamen Literari per a Joves (Barcelona) per “Cor de metall” (2n premi)
- 1992: Premi Gabriel Ferrater (XV Premis Literaris Baix Camp per a joves, Reus) per “Sóc boig”
- 1992: XVII Premi Vila de Martorell per “Nits d'encens”
- 1993: Premi Literari Memorial Anna Dodas (Folgueroles) per “Pou de tardor”
- 1994: Primers Premis de Narració Curta i Poesia de la Universitat de Lleida per “Colors i perfums”
- 1995: X Premi Salvador Espriu per a poetes joves (Barcelona) per “Invisibles”
- 1999: 1r Premi de Poesia Joan Duch per a joves escriptors (Juneda) per “Batecs”
- 2000: Premi Josep Maria López Picó Vila de Vallirana per “Les hores salvades”
- 2000: XXIII Nit Literària Andorrana. Premi Grandalla de Poesia per “A la llum de les ombres”
- 2000: XVIII Premi Montseny de Poesia (Viladrau) per “Rastres”
- 2004: 20è Premi de Poesia Miquel Martí i Pol (Roda de Ter). Ex aequo per “Sol amb els déus”
- 2005: Premi Miquel Àngel Riera de Poesia (Palma) per “120 Dracmes”
- 2006: VIII Premi de Poesia Maria-Mercè Marçal (Mollerussa) per “Sauló”
- 2007: II Premi Mallorca 2006 (Palma) per “Crònica des de la banyera”
- 2008: III Premi de Poesia Joan Perucho Vila d'Ascó per “Estevanac”
- 2010: XXXIII Nit Literària Andorrana. Premi Grandalla de Poesia per “Projeccions”
- 2011: 16è Premi de Poesia Màrius Torres (Lleida) per “Juny”
- 2018: 23è Premi de Poesia Màrius Torres (Lleida) per “Emboscada”[10]

### Reconeixements
- 2007: Poeta convidat a la I Festa de la poesia a Sitges[11]
- 2019: 3a Nit de l'Esport i la Cultura de Calaf. Ambaixador cultural calafí al món[12]